# Музей Альфонса Мухи

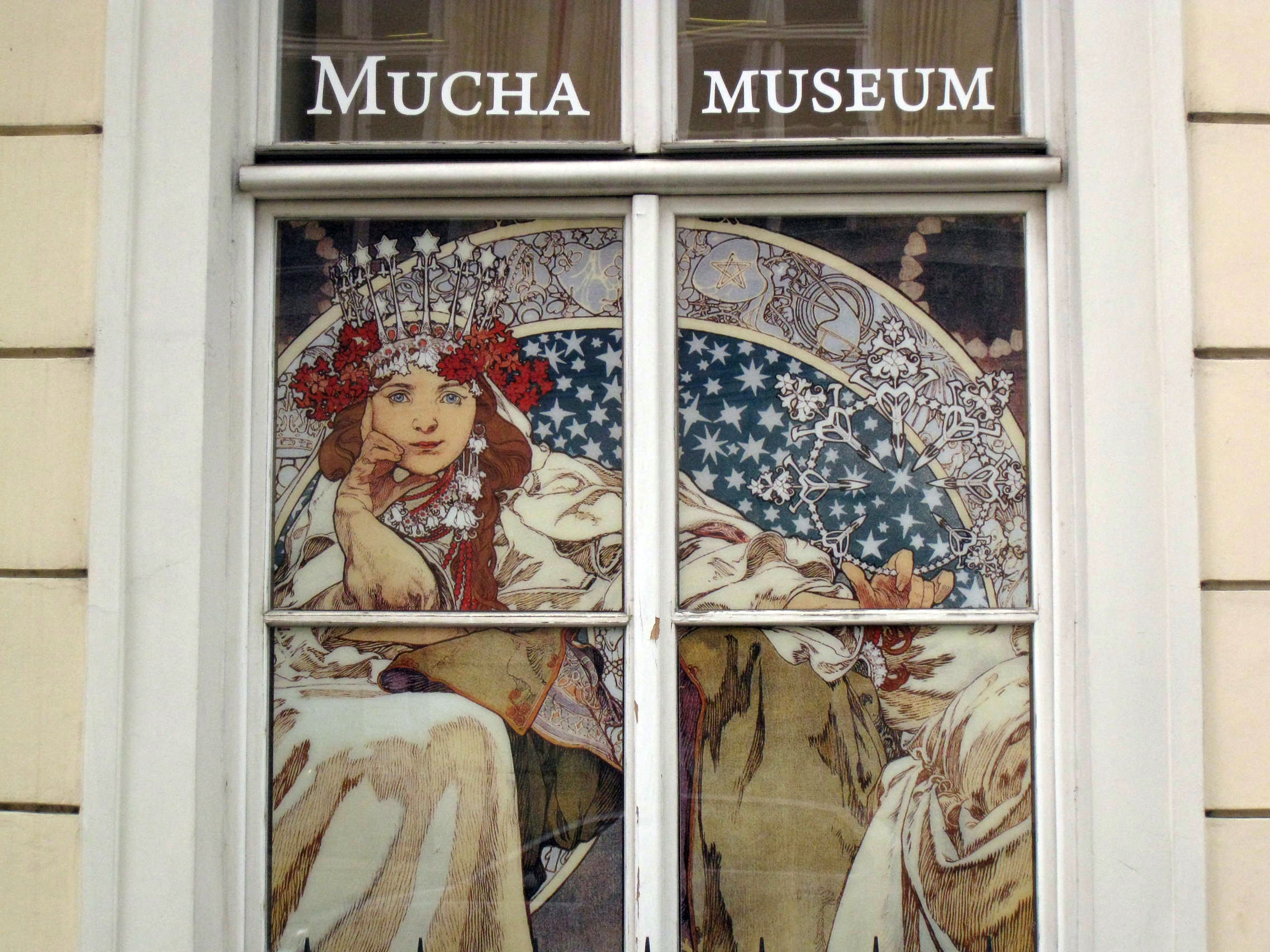
Вікно музею

Музей Альфонса Мухи в Празі (чеськ. Muchovo muzeum) — єдиний у світі музей, присвячений життю та творчості всесвітньо відомого чеського художника, одного з найяскравіших представників європейської сеце́сії (а́р-нуво́) Альфонса Мухи (1860—1939), що був відкритий у Празі 13 лютого 1998 року. У музеї представлена збірка олійних картин, малюнків, пастелей, скульптур, фотографій та деяких його особистих речей.

## Історія
Музей розміщений на вулиці Панській 7, у південному крилі барокового Ковницького палацу, який побудували архітектори Франтішек Максиміліан Канька та Джованні Баттіста Аліпранді в 1720 році. Палац кілька разів змінював господарів і перебудовувався. У зв'язку з історичною унікальністю будівлі муніципалітетом Праги в 1996 році був оголошений конкурс на реставрацію, який виграла компанія «COPA s.r.o.».
Музей Мухи був заснований у 1998 році нащадками Альфонса Мухи, які в 1992 році заснували Фонд імені Альфонса Мухи (Nadace Mucha) для збереження спадщини художника, поповнення колекції з його творів та популяризації його творчості у всьому світі. Всі експонати, які сьогодні демонструються в музеї, походять із колекцій родини художника. Водночас празький музей розповідає про життя і творчість художника і організовує по всьому світі цілий ряд виставок з творів Альфонса Мухи.

## Колекції музею
Музей Мухи має понад 100 експонатів, які розподілені на вісім розділів:
- декоративні панно;
- паризькі плакати;
- декоративні документи;
- чеські плакати;
- картини олією;
- малюнки та пастелі;

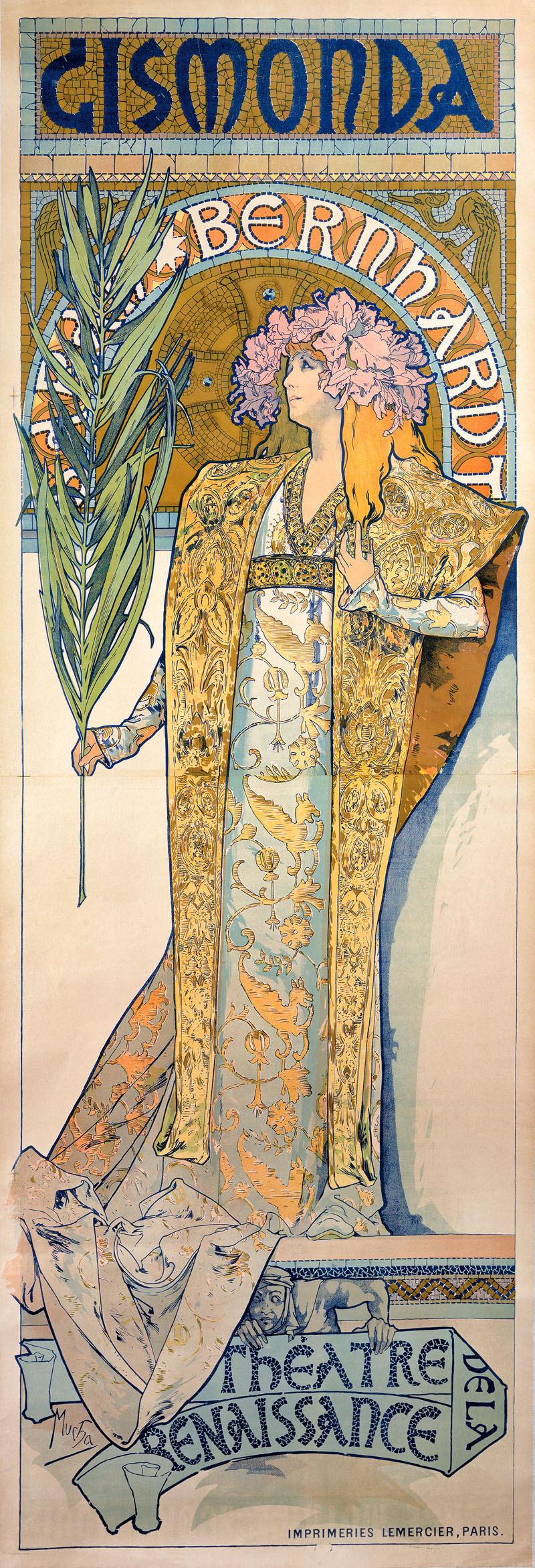
Плакат Альфонса Мухи для драми «Жисмонда» в театрі «Ренесанс». 1894

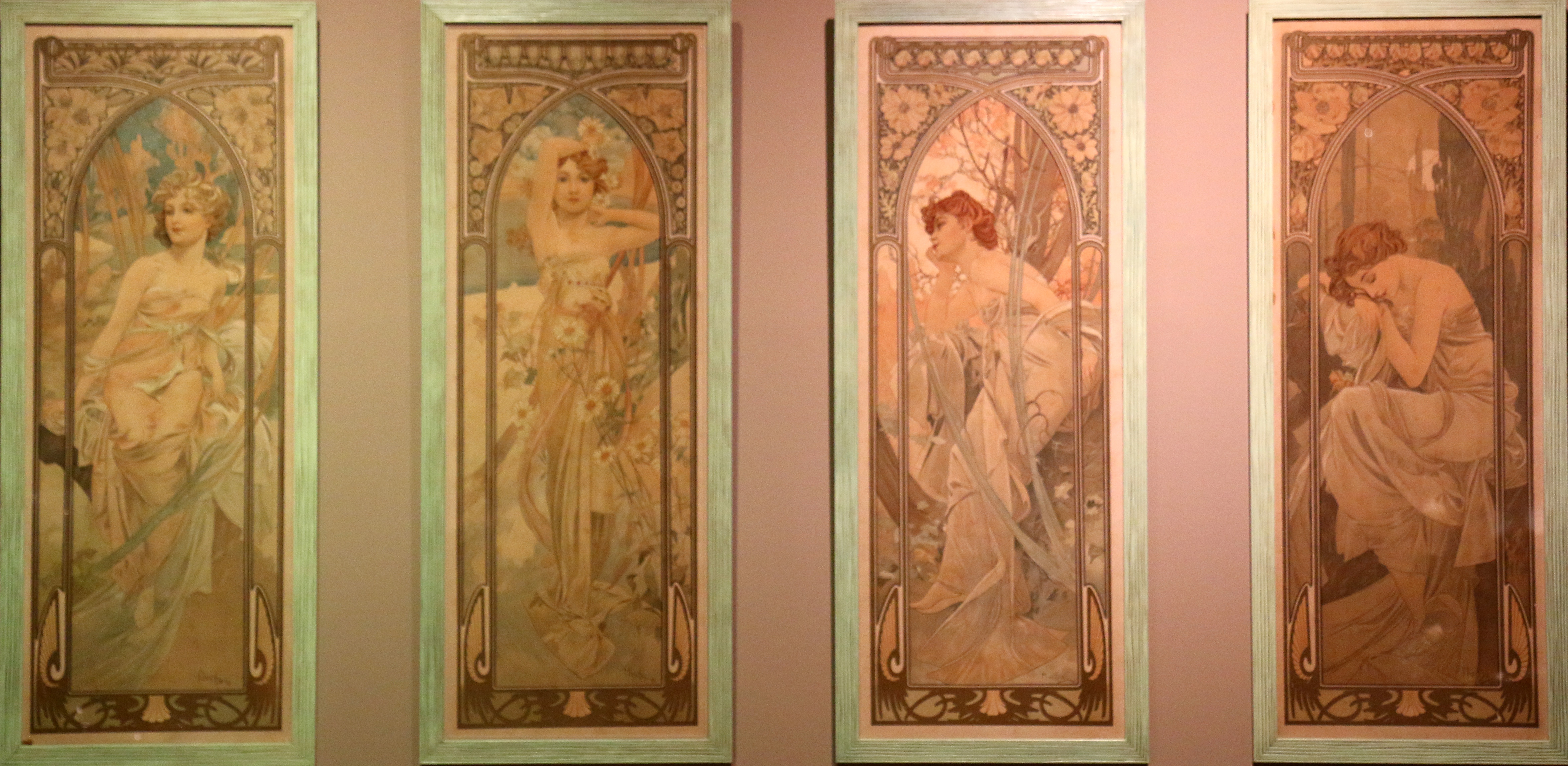
Цикл «Чотири пори дня». 1899

- фотографії, адже Муха був відомим фотографом, та
- особисті пам'ятки художника.[2]

Огляд музею починається з колекції декоративних панно Мухи (Panneaux Décoratifs), що прославили митця і які він створив на рубежі XIX—XX століть у Парижі. Ці серії тематичних літографій є одними з найвпізнаваніших, найпопулярніших і найвідоміших робіт і були створені як недорогі витвори мистецтва, які могли б прикрасити навіть найскромніші оселі. Настінні панно поєднують у собі елегантність, декоративне багатство і красу прекрасних молодих дівчат серед квіткових декорацій. Саме зваблива жінка слов'янської зовнішності стала героїнею знаменитих плакатів Мухи.
Альфонс Муха став провідним представником стилю сецесія, він заснував свій стиль, створивши ряд циклів, заснованих на темах із фізичного світу, першим з яких був набір декоративних панно 1896 року — «Чотири пори року». У своїх панно «Чотири квітки» (1898), «Чотири пори дня» (1899), він виразив своє радісне бачення життя у стилізованому поєднанні зображень рослинності та гарних жінок, що було високо схвалено аудиторією того часу. З художньої точки зору, цикл «Чотири мистецтва» (1898) можна вважати найуспішнішим серед цих циклів.

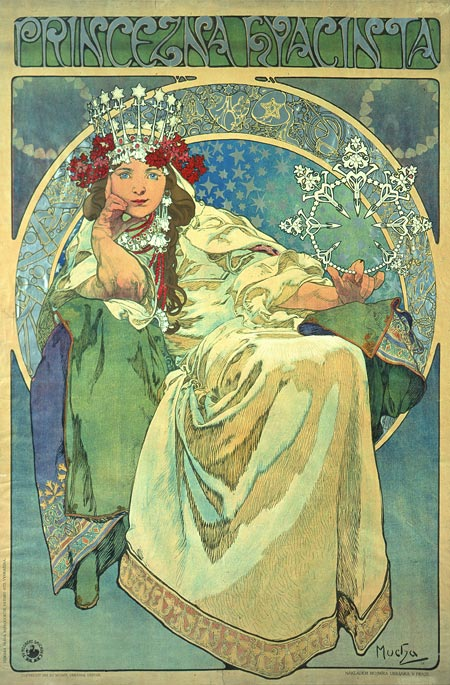
«Принцеса Гіацинту». Альфонс Муха. 1911

Муха був чудовим ілюстратором книг і журналів, він працював у друкарні в Парижі. В рамках цієї роботи він у 1894 році взявся створити на замовлення відомої французької акторки Сари Бернар афішу до драми «Жисмонда» (Вікторіана Сарду). Ця робота не тільки зробила Альфонса Муху надзвичайно відомим, але й спричинила справжню фундаментальну революцію в дизайні плакатів. Видовжена, вузька форма, приглушені пастельні барви і півтони, «ефект німба» навколо голови залишилися на все життя неодмінними елементами афіш художника протягом усієї його кар'єри. Фактично, Мусі було запропоновано шестирічний контракт щоб проєктувати костюми, декорації та рекламні афіші театральних вистав.

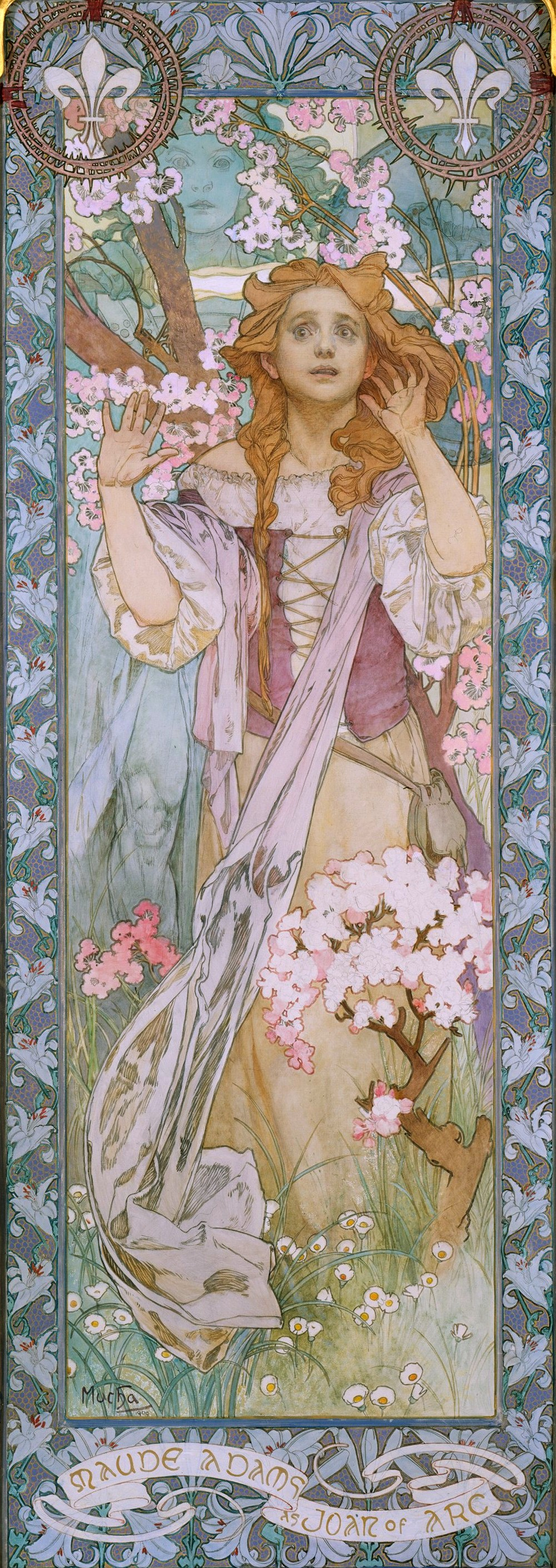
Мод Адамс як Жанна д'Арк. Плакат Альфонса Мухи (1909)

Добірка плакатів Мухи кінця XIX століття — так званого fin de siècle — для Сари Бернар як «Жисмонда» (1894) для Мод Адамс як «Жанна д'Арк» (1909), для Андули Седлачкової як «Принцеса Гіацинту» (1911), стали революцією в декоративному мистецтві та були високо оцінені паризькою громадськістю і критиками того часу та встановили так званий стиль Мухи «Le Style Mucha». З того часу Муха вважається видатним представником стилю паризького «нового мистецтва» (фр. L'Art Nouveau).

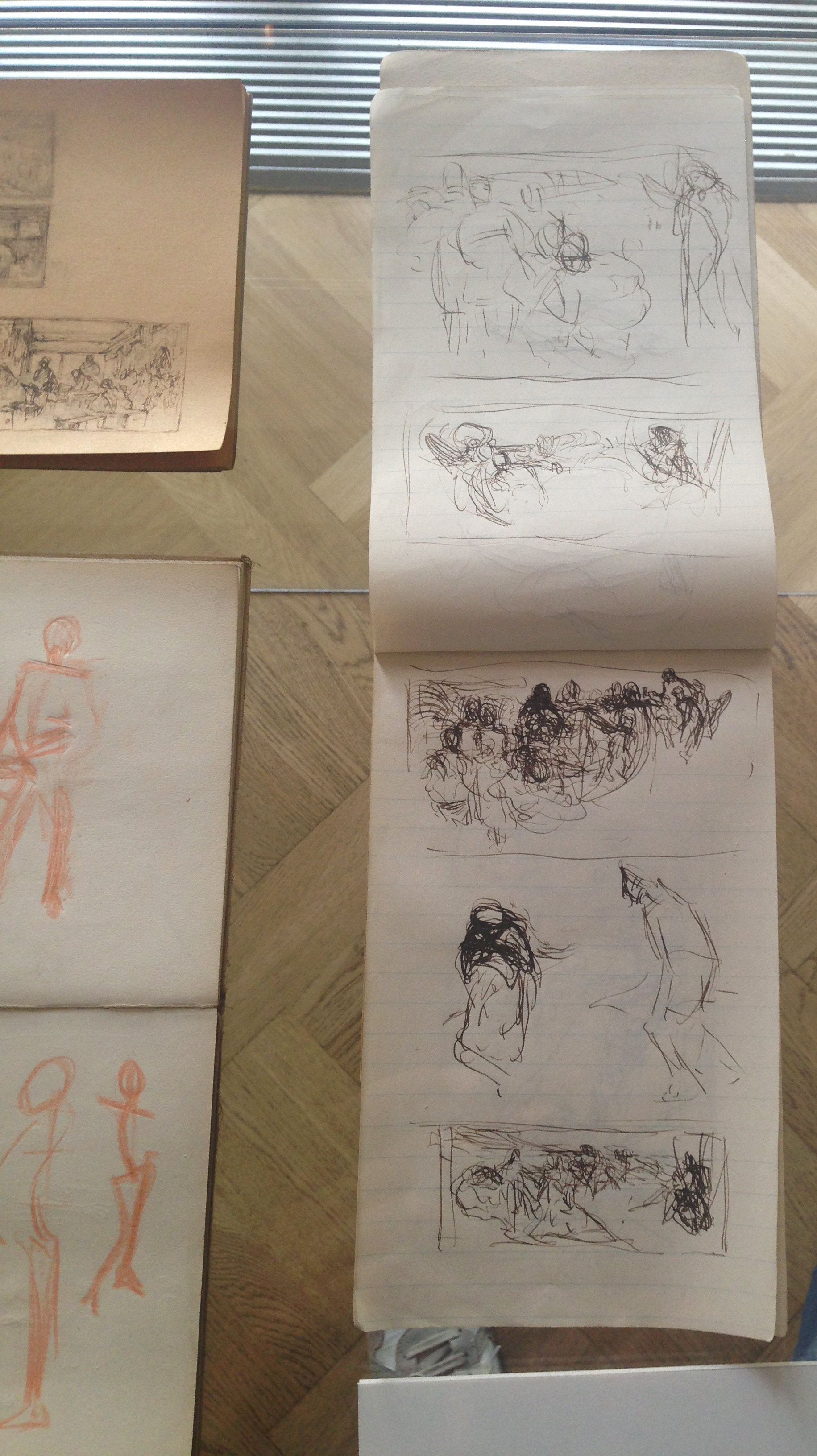
Рисунки Мухи

У музеї також зберігається багато олійних картин Мухи, які відносно невідомі, за винятком монументальних полотен «Слов'янської епопеї», що була створена після повернення Мухи з США до Богемії. Серед них виділяються «Зимова ніч», «Пророк», «Червоне пальто» тощо. Більшість робіт, виставлених у музеї, датуються пізнім періодом життя Мухи, єдиним винятком є «Ворожка», яка є однією з його ранніх робіт.

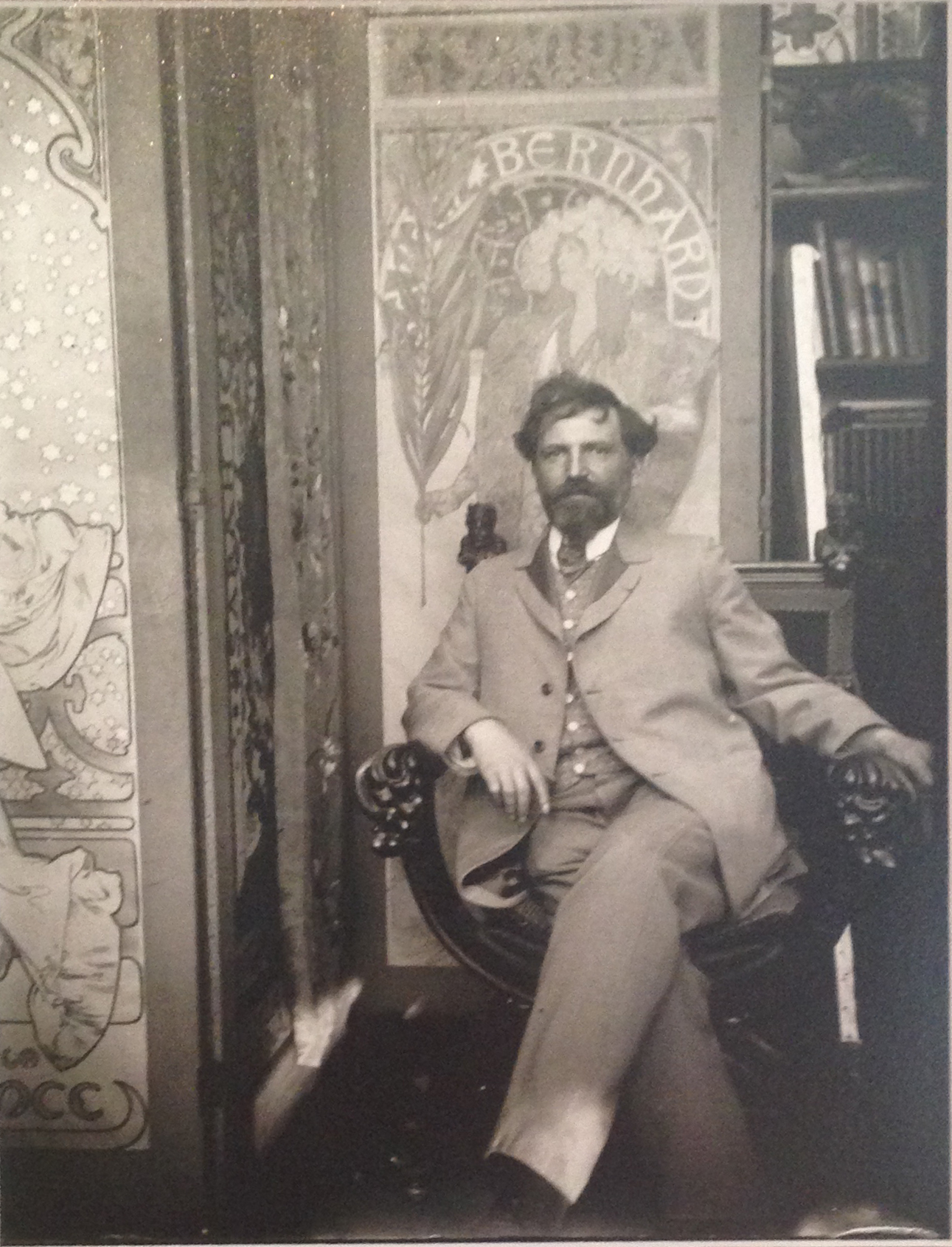
Альфонс Муха. Париж. 1897

У роки прекрасної епохи кінця століття в Парижі, так званого фр. fin de siècle, технічний прогрес суттєво вплинув на тенденції у мистецтві. Муха також став піонером у цій галузі, розробляючи повсякденні речі, ювелірні вироби, столове приладдя, скатертини та тканини. Багато з цих об'єктів можна побачити на фотографіях моделей, які Муха фотографував у своїй студії, а також на його малюнках або плакатах. Предмети, куплені в Парижі, оточували його, коли він нарешті оселився в Празі.
В музеї також представлена добірка ескізів та дизайнів, на основі яких були створені остаточні твори мистецтва. Малюнки та пастелі відображають широту його художнього бачення, його розуміння різних художніх засобів та його майстерність.
За винятком «Слов'янської епопеї», що була створена після повернення Мухи з США до Богемії, виставка дає широкий огляд художньої творчості Мухи.
Серед експонатів музею також можна побачити стіл та крісло з майстерні художника на вулиці Валь-де-Грейс у Парижі. На мольберті — портрет з двома дітьми художника.
Завершується виставка переглядом цікавого півгодинного документального фільму про життя та творчість Альфонса Мухи.

## Колекція плакатів Альфонса Мухи у Львові
Музей етнографії та художнього промислу Інституту народознавства НАН України у Львові володіє колекцією з 28 плакатів Альфонса Мухи, яка є найбільшою в Європі і не має аналогів навіть на батьківщині художника. У квітні 2010 року вони були представлені на музейній виставці в рамках львівської «Французької весни».
Уперше кольорові літографії Альфонса Мухи демонструвалися у Львові у 1897 році на виставці плакатного мистецтва, організованій Міським промисловим музеєм — нині Музею етнографії та художнього промислу ІН НАН України.
Проте найповнішу колекцію з 116 платаків митця зібрав американський тенісист, чеського походження — Іван Лендл. Результатом його 30-літнього збирання колекції стала виставка в Празі 2014 року, на якій були представлені 150 предметів: декоративні панно, календарі, обгортки майстра для харчових продуктів, афіші.